# Paradelphomyia (Oxyrhiza) hkayamensis
Paradelphomyia (Oxyrhiza) hkayamensis is een tweevleugelige uit de familie steltmuggen (Limoniidae). De soort komt voor in het Oriëntaals gebied.